# Mäksa kommun
Mäksa kommun var en kommun i sydöstra Estland. Den låg i landskapet Tartumaa, 180 km sydost om huvudstaden Tallinn. Den uppgick i Kastre kommun i samband med kommunreformen i oktober 2017 dåden slogs samman med de tidigare kommunerna Haaslava och Võnnu samt delar av Meeksi kommun.
Centralort var Melliste. Därtill låg följande samhällen i Mäksa kommun:
- Kaagvere
- Kavastu
- Võõpste
- Mäksa
- Poka